# Rastertunnelspektroskopie
Die Rastertunnelspektroskopie (englisch scanning tunneling spectroscopy, STS) ist eine Methode des Rastertunnelmikroskops. Mit ihr lassen sich die lokalen (oberflächennahen) Zustandsdichten (LDOS) von Elektronen (bzw. Löchern, also fehlenden Elektronen) messen.

## Funktionsweise
Die Rastertunnelspektroskopie wird mit einem Rastertunnelmikroskop durchgeführt. Bei Anlegen einer Gleichspannung {\displaystyle V} zwischen einer feinen Spitze und Oberfläche fließt bei ausreichend kleinem Abstand ein kleiner Strom. Dieser entsteht durch das Tunneln von Elektronen aus besetzten Zuständen durch eine Barriere, welche durch den Abstand der Spitze und der Oberfläche entsteht. Rastert die Spitze nun über die Oberfläche, kann eine Höhentopographie konstanter Elektronendichte aufgezeichnet werden. Der Tunnelstrom hängt also in erster Näherung vom Abstand der Spitze zur Oberfläche und von der Elektronendichte der Oberfläche unter der Spitze ab. Weil bei der Rastertunnelmikroskopie primär die Topographie von Interesse ist, wird eine Gleichspannung zur Aufnahme eines Bildes verwendet, welche ein gutes Abbildergebnis verspricht. Bei der Rastertunnelspektroskopie wird {\displaystyle V_{T}} hingegen gezielt verändert, während die Spitze mit konstanter Höhe auf einer Stelle ruht. Die gemessene Stromantwort {\displaystyle I_{T}} ist eine Funktion der Elektronenenergie, welche Aufschluss über die Zustandsdichte gibt.
{\displaystyle I\propto LDOS_{\text{Spitze}}\int _{0}^{eV}LDOS_{\text{Probe}}(E)\mathrm {d} E}

## Messmodi

### Variation der Tunnelspannung beim Abbilden
Möchte man einen Einfluss der Tunnelspannung auf den Tunnelstrom messen, kann man die gleiche Oberfläche mehrmals mit unterschiedlicher Tunnelspannung vermessen. Alternativ kann man die Spannung auch nach jeder Zeile ändern, wenn man davon ausgehen kann, dass eine periodische Struktur (z. B. Einkristall) vorliegt.

### Punktspektroskopie
Sind jedoch einzelne Punkte auf der Oberfläche von Interesse, kann die Spitze gezielt darüber platziert werden und anschließend eine Punktspektroskopie durchgeführt werden. Hierfür wird eine Wechselspannung an die Spitze angelegt und diese mit einem DC-Offset systematisch verschoben. Trägt man nun {\displaystyle \mathrm {d} I/\mathrm {d} V} auf, erhält man die Zustandsdichte der Elektronen an diesem Punkt. Ob sich die Spitze exakt über der gewünschten Stelle befindet, ist oftmals schwierig zu überprüfen.

### Bildspektroskopie
Eine andere Herangehensweise ist das Aufnehmen von Bildern und {\displaystyle \mathrm {d} I/\mathrm {d} V}– Kurven bei unterschiedlichen Tunnelspannungen. Es sollte hierbei darauf geachtet werden, dass trotz Änderung der Tunnelspannung der Spitzenabstand zur Probe konstant ist. Sonst ist eine Datenanalyse aufgrund der Überlagerung von elektronischen und geometrischen Effekten schwierig.